# Eumecosoma mollis
Eumecosoma mollis là một loài ruồi trong họ Asilidae. Eumecosoma mollis được Bromley miêu tả năm 1934.